# Municipio de Lake Fork
El municipio de Lake Fork (en inglés: Lake Fork Township) es un municipio ubicado en el condado de Logan en el estado estadounidense de Illinois. En el año 2010 tenía una población de 154 habitantes y una densidad poblacional de 3,35 personas por km².

## Geografía
Según la Oficina del Censo de los Estados Unidos, el municipio tiene una superficie total de 46.03 km², de la cual 46,03 km² corresponden a tierra firme y (0 %) 0 km² es agua.

## Demografía
Según el censo de 2010, había 154 personas residiendo en el municipio de Lake Fork. La densidad de población era de 3,35 hab./km². De los 154 habitantes, el municipio de Lake Fork estaba compuesto por el 96,75 % blancos y el 3,25 % eran de una mezcla de razas. Del total de la población el 0 % eran hispanos o latinos de cualquier raza.